# Alegeri legislative în Franța, 1951
Alegerile legislative din Franța au avut loc la 17 iunie 1951. 

## Context
Aceste alegeri au avut loc într-un context de criză politică. Într-adevăr, majoritatea aflată la putere, reprezentată  de a Treia Forță care cuprinde MRR, SFIO, Radicalii, UDSR și Moderații era constant criticată datorită unor dezacorduri puternice între membrii săi și schimbării  permanente de miniștri începând de la înființarea ei.
Confruntată cu frica de a pierde alegerile în favoarea Partidului Comunist Francez, a cărui popularitate continuase să se mențină. Un adversar mai temut era RPF, un partid nou fondat și condus de Charles de Gaule personal, care a obținut succese strălucitoare începând cu alegerile municipale din 1947 (40% din voturile exprimate) și susține a avea un milion de membri începând cu 1948.  Pentru a rezolva problema, liderii celei de-a Treia Forță au susținut adoptarea unei noi legi electorale, legea aparențelor, care permite liste cu acordurile din trecut înainte de alegeri pentru a câștiga toate voturile, dintr-un departament dat în cazul în care adăugarea de voci depășește 50% din voturile exprimate, iar acest lucru fiind indiferent de scorul altor liste.

## Tipul de alegeri
Reprezentarea proporțională a plurinominalelor, urmărind metoda cel mai mare excedent în 103 circumscripții, în conformitate cu legea aparențelor: listele au fost „legate” înainte de alegeri, câștigând  toate locurile în circumscripția, în care vocile lor ajutau pentru a obține o majoritate absolută de voturi exprimate. Existau 627 de locuri.

## Prezența forțelor
Peisajul politic francez este despicat în trei forțe politice majore. 
A Treia Forță cuprinde partidele de guvernământ, și anume Partidul Socialist, Moderații, MRP, Partidul Radical Și UDSR. Această largă coaliție se întinde de la stânga la dreapta,  trecând pe lângă  centru-stânga și centru-dreapta, urmărește ca obiectiv principal prezervarea unui regim  de haos, care s-ar putea concretiza în cazul în care comuniștii pe de o parte, și gaulliștii pe de altă parte, pun părțile guvernului în minoritate. Mulțumită legii de aparență, a Treia Forță speră să limiteze creșterea puterii  adversarilor săi, în același timp rămânând la putere. Partidul Comunist este, pentru prima dată de la începutul  Republici a patra grav slăbit. Eșecul suportat în urma grevelor  din 1947 și 1948 și înfrângerea zdrobitoare în urma alegerilor municipale  din 1947, în timpul căreia, a Treia Forță a ajutat să marginalizeze mai ales Partidul Comunist (PCF pierde chiar patruzeci de orașe, șaizeci in Seine), această coaliție larga pierde susținători. Guvernele succesive de lucru sunt hotărâte să excludă sistemul de PC-uri politice, inclusiv o nouă lege electorală, vot pentru Consiliul Republicii, creșterea greutății comunităților rurale, ostilă față de comuniști și de introducerea  votului majoritar în cadrul departamentelor importante (79 in total), care a avut efectul de a permite eliminarea de candidați  comuniști, nu poate conta pe nici un aliat cu care să încheie acorduri electorale. Constituția Forței a Treia nu lasă practic nici o șansa de succes în Partidul Comunist, mai mult ca niciodată exclus din sistemul de partide din Republică.  
Adunarea poporului francez, condusă de Charles de Gaulle, este o forță politică nouă, respingând în mod explicit sistemul instituțional, pe care a treia forță ar trebui să conteze, de asemenea. Triumfătoare la ultimele alegeri municipale, RPF a amenințat să concureze cu a Treia Forță de  dreapta, apoi, desigur, acesta din urmă putea să se regăsească prinsă la mijloc între o opoziție comunistă, pe de o parte, si de una gaullista, pe de alta. Campania agresivă condusă de gaulliști și, eventual discursul lor, constant critic, a sfârșit prin înspăimântarea opiniilor, fiind puțin probabil ca în momentul închiderii urnelor de vot, succesul gaullist de la alegerile legislative să cunoască amploarea celor municipale.

## Rezultate
Prezența la vot: 
| Participare      | Numărul de persoane | % din inregistrare | +/-                      |
| ---------------- | ------------------- | ------------------ | ------------------------ |
| Inregistrați     | 24 550 523          | 100%               | -                        |
| Voturi           | 19 670 655          | 80,1%              | +2,1 Format:Augmentation |
| Abțineri         | 4 879 869           | 19,8%              | -2,1 Format:Diminution   |
| Voturi exprimate | 19 129 064          | 77,9%              | +1,3 Format:Augmentation |

Rezultate:
| Partid                                            | Voturi! % | A Treia Forță Politică) | 9 659 198 | 51,0 % |
| Secțiunea Franceză a Internațioanlei Muncitorești | 2 744 842 | 14,5 %                  |           |        |
| Gruparea Stângă Republicană                       | 1 887 583 | 10,0 %                  |           |        |
| MRP                                               | 2 369 778 | 12,5 %                  |           |        |
| Moderați                                          | 2 656 995 | 14,0 %                  |           |        |
| Alte partide :                                    |           |                         |           |        |
| Partidul Comunist Francez                         | 4 910 547 | 25,9 %                  |           |        |
| Gruparea poporului francez                        | 4 125 492 | 21,7 %                  |           |        |
| Extrema stangă                                    | 146 058   | 0,8 %                   |           |        |
| Diverse stânga                                    | 33 393    | 0,2 %                   |           |        |
| Neclasificate                                     | 87 346    | 0,4 %                   |           |        |

## Componența Adunării Naționale
| Afiliație! Politica de grup | Membri                                                 |     |
| --------------------------- | ------------------------------------------------------ | --- |
| Stânga                      | Comunist& conexe                                       | 103 |
| Stânga                      | Socialist & conexe                                     | 107 |
| Centru și Stânga            | Uniunea Democrată Socialistă și a Rezistenței & conexe | 16  |
| Centru și Stânga            | Gruparea Democrat africană                             | 3   |
| Centru și Stânga            | Republican, Radical si Radical Socialist& corelate     | 74  |
| Centru Dreapta              | MRP& conexe                                            | 95  |
| Dreapta                     | Republicanii independeți & conexe                      | 53  |
| Dreapta                     | CRAPS si Aliate Democraților Independenți & conexe     | 43  |
| Dreapta                     | Gruparea Poporului Francez& conexe                     | 121 |
| -                           | Nînscriși                                              | 10  |

## Analiza rezultatelor
PCF conduce în ceea ce privește industria de voturi, dar a pierdut 79 locuri, și RPF a devenit cel mai mare partid în cadrul Adunării, fără a putea preveni ca forțele combinate care formau a Treia Forță să câștige alegerile, în ciuda colapsului  PRM, care a pierdut 78 de locuri și mai mult de jumătate din electorat, pe care niciodată  nu-l  va recupera.